# 汉弗莱·戴维·芬德利·基托
汉弗莱·戴维·芬德利·基托（英語：Humphrey Davy Findley Kitto, 1897年2月6日—1982年1月21日）是一位英国著名历史学家，古希腊语研究与翻译专家，英国康沃尔古典主义先驱，出生于英国格洛斯特郡斯特劳德。

## 人物经历
基托在格洛斯特隐士学校和剑桥的剑桥大学圣约翰学院接受教育，1920年获得布里斯托大学博士学位，1920年至1944年间在格拉斯哥大学担任希腊语讲师，随后该校希腊语教授直到1962年成为荣誉退休教授。他专注于对希腊悲剧的研究，特别是对索福克勒斯作品的翻译。早期作品《希腊的名山大川》描述了他在那个国家的旅行，偶然提到了古希腊。
1952年出版的《希腊人》旁征博引，囊括了古希腊文化的方方面面，成为经典之作。退休之后，基托在希腊雅典教育机构CYA任教——一项专门来到希腊雅典留学的外国学生群体服务的项目。

## 主要作品
- 《希腊的名山大川》
- 《古希腊式悲剧：文学研究视角》
- 《戏剧的形式与意义：六部希腊戏剧与哈姆雷特的研究》
- 《希腊人（英语：The Greeks (book)）》
- 《诗：结构与思想》
- 《索福克勒斯：三个悲剧——安提戈涅、俄狄浦斯王与伊莱克特拉》（译著）